# Mart Laga
Mart Laga (né le 15 mai 1936 à Tartu, dans la République socialiste soviétique d'Estonie, mort le 27 novembre 1977) est un joueur soviétique de basket-ball. 

## Palmarès
- Médaille de  bronze aux championnats d'Europe 1955
- Champion d'Europe 1957